# Кнайпхофская ратуша
Кнайпхо́фская ратуша (нем. Kneiphöfisches Rathaus) — ратуша Кнайпхофа, одно из старинных утраченных зданий Кёнигсберга.

## История
Все три города старого Кёнигсберга (Альтштадт, Лёбенихт и Кнайпхоф) имели на своей территории ратушу. В Кнайпхофе была своя ратуша, построенная в 1695-97 годах. Главный фасад, выполненный в стиле барокко, был разработан архитектором Андреасом Шлютером в 1694 году. Ратуша в Кнайпхофе в Кёнигсберге была построена чуть дальше Кнайпхофше Ланггассе. Заложена в 1695-97 годах и просуществовала до 1945 года.

## Галерея
- Фасад здания ратуши
- Лестница в фасадной части ратуши
- Скульптуры на фронтоне здания
- Один из медведей-щитодержателей герба Кнайпхофа
- Камин в зале заседаний Магистрата
- Лепное убранство потолков ратуши[6]
- Лепное убранство потолков ратуши
- Лепное убранство потолков ратуши
- Живописный плафон на потолке ратуши